# Bursadopsis circumducta
Bursadopsis circumducta là một loài bướm đêm trong họ Geometridae.